# Núi Dài Năm Giếng

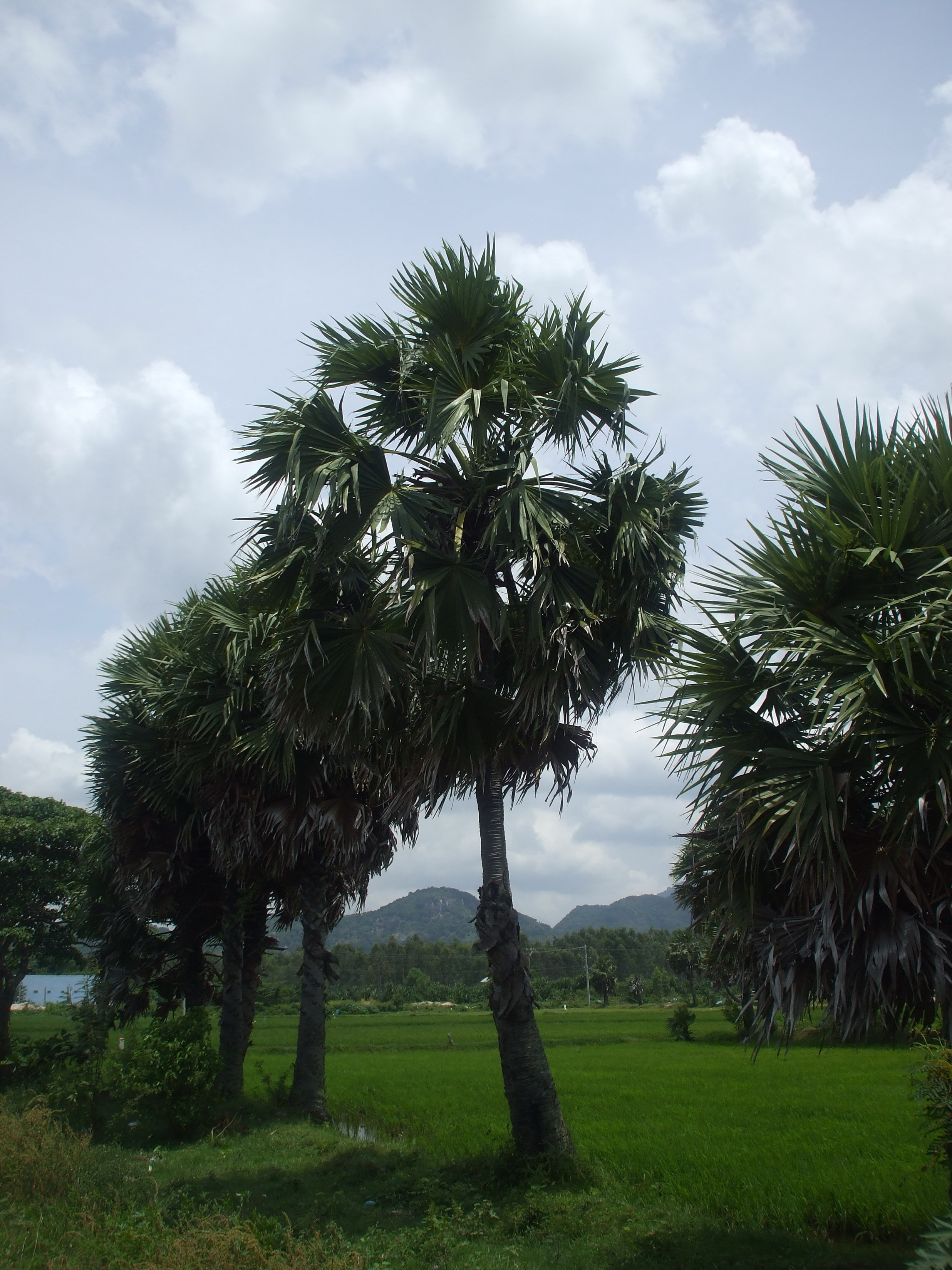
Phía xa là một đoạn Núi Dài Năm Giếng.

Núi Dài Năm Giếng có tên chữ là Ngũ Hồ Sơn, còn được gọi là Núi Dài Nhỏ. Đây là ngọn núi cao đứng hàng thứ tư trong Bảy Núi thuộc tỉnh An Giang, Việt Nam.

## Mô tả
Núi cao 265m, chu vi 8.751m thuộc thị trấn Nhà Bàng, riêng vách phía Tây và phía Đông thuộc địa phận xã An Phú, xã Văn Giáo. Tất cả đều thuộc thị xã Tịnh Biên, tỉnh An Giang.
Sở dĩ có tên Núi Dài Năm Giếng vì trên núi có năm nơi mặt đất trũng sâu như giếng nước. Núi tuy hiểm trở nhưng có nhiều cảnh đẹp, nhiều vườn cây trĩu trái quanh năm, như: ổi, xoài, bưởi, chuối, sầu riêng, thanh long v.v...Cho nên có người mô tả "nhìn theo hướng mỏ Két của núi Két, phía trước mặt là dãy Ngũ Hồ Sơn, có thể ví như một hòn non bộ khổng lồ tuyệt đẹp".
Ngoài ra, nơi đây còn có nguồn tài nguyên là đá xây dựng thuộc nhóm sáng màu mịn hạt và đá ốp lát dùng để trang trí...